# Gaspar Correia
Gaspar Correia, Gaspar Correa ou Gaspar Corrêa, né vers 1496 au Portugal et mort vers 1563 à Goa, est un historien portugais, célèbre pour ses Lendas da Índia («  Légendes d'Inde »), un des premiers et un des plus importants ouvrages sur la domination portugaise en Asie.

## Biographie
Sa vie est très peu connue. On sait qu'il a surtout vécu dans l'Inde portugaise où il est arrivé assez jeune, vers 1512-1514, comme soldat. Il y devint le secrétaire d'Afonso de Albuquerque qui l'appréciait beaucoup. En 1529, il fit un voyage au Portugal puis revint en Inde. 
Les Lendas da Índia sont un témoignage de trente-cinq ans de vie dans l'Inde portugaise. Elles sont toujours considérées comme une œuvre primordiale sur le sujet. 
Gasrpar Correia aurait été assassiné par ordre du gouverneur Estêvão de Gama dans le Malacca portugais. Des copies manuscrites de son travail auraient alors circulé après sa mort mais sa famille conserva le manuscrit original qui fut imprimé pour la première fois en 1858 (première partie) puis en 1864 (deuxième partie) par l'Académie des sciences de Lisbonne.
Il n'y a aucune preuve que le Gaspar Correia qui fut gouverneur du Cap-Vert de 1527 à 1534, soit le même. 